# Philodendron fendleri
Philodendron fendleri es una especie de arbusto perenne del género Philodendron de la  familia de las aráceas. Es originaria de Sudamérica.

## Taxonomía
Philodendron fendleri fue descrito por Kurt Krause y publicado en Das Pflanzenreich 4, 23Db: 118. 1913.
Etimología
Ver: Philodendron
fendleri: epíteto  otorgado en honor del botánico August Fendler